# Dororo e Hyakkimaru - La leggenda
Dororo e Hyakkimaru- La leggenda (どろろと百鬼丸伝?, Dororo to Hyakkimaru Den) è un manga giapponese scritto e illustrato da Satoshi Shiki. È un rifacimento della serie manga originale Dororo di Osamu Tezuka. È stato serializzato sulla rivista Champion Red di Akita Shoten dall'ottobre 2018.

## Pubblicazione
| Nº | Data di prima pubblicazione | Data di prima pubblicazione | Data di prima pubblicazione | Data di prima pubblicazione |
| Nº | Giapponese                  | Giapponese                  | Italiano                    | Italiano                    |
| -- | --------------------------- | --------------------------- | --------------------------- | --------------------------- |
| 1  | 19 aprile 2019              | ISBN 978-4-253-23693-5      | 17 settembre 2020           | ISBN 978-88-912-9544-6      |
| 2  | 20 settembre 2019           | ISBN 978-4-253-23694-2      | 19 novembre 2020            | ISBN 978-88-912-9666-5      |
| 3  | 19 marzo 2020               | ISBN 978-4-253-23695-9      | 21 gennaio 2021             | ISBN 978-88-912-9772-3      |
| 4  | 18 dicembre 2020            | ISBN 978-4-253-23696-6      | 20 maggio 2021              | ISBN 978-88-912-9953-6      |
| 5  | 19 luglio 2021              | ISBN 978-4-253-23697-3      | 16 dicembre 2021            | ISBN 978-88-287-6461-8      |
| 6  | 18 febbraio 2022            | ISBN 978-4-253-23698-0      | 18 agosto 2022              | ISBN 978-88-287-1725-6      |
| 7  | 20 settembre 2022           | ISBN 978-4-253-23699-7      | 23 marzo 2023               | ISBN 978-88-287-4313-2      |
| 8  | 20 aprile 2023              | ISBN 978-4-253-23699-7      | 21 dicembre 2023            | ISBN 978-88-287-5229-5      |
| 9  | 19 ottobre 2023             | ISBN 978-4-253-23704-8      | —                           | —                           |
| 10 | 19 giugno 2024              | ISBN 978-4-253-23708-6      | —                           | —                           |